# Долишний Шепот
Доли́шний Ше́пот (укр. Долішній Шепіт) — село в Берегометской поселковой общине Вижницкого района Черновицкой области Украины.
Почтовый индекс — 59240. Телефонный код — 3730. Код КОАТУУ — 7320581501.

## Население
Население по переписи 2001 года составляло 1304 человека.

### Языковой состав
Родной язык населения по данным переписи 2001 года:
| Язык       | Численность, чел. | Доля     |
| ---------- | ----------------- | -------- |
| Украинский | 1 289             | 98,85 %  |
| Другие     | 15                | 1,15 %   |
| Итого      | 1 304             | 100,00 % |